# Víska (district de Havlíčkův Brod)
Pour les articles homonymes, voir Víska.
Víska (en allemand : Wiska) est une commune du district de Havlíčkův Brod, dans la région de Vysočina, en Tchéquie. Sa population s'élevait à 184 habitants en 2020.

## Géographie
Víska se trouve à 6 km au nord-nord-ouest de Chotěboř, à 20 km au nord-nord-est de Havlíčkův Brod, à 35 km au sud-est de Kutná Hora et à 94 km à l'est-sud-est de Prague.
La commune est limitée par Jeřišno et Čečkovice au nord, par Maleč à l'est, par Nová Ves u Chotěboře au sud par et Uhelná Příbram à l'ouest.

## Histoire
La première mention écrite de la localité date de 1515.